# Gilles de Grandsaigne
Gilles Louis Antoine de Grandsaigne est un homme politique français né le 14 janvier 1749 à Millau (Aveyron) et mort le 10 novembre 1818 à Paris, Ve arrondissement (ancien).

## Biographie
Procureur syndic du district de Millau au début de la Révolution, il émigre et rentre en France en 1801, devenant contrôleur des contributions directes de Millau. Il est député de l'Aveyron de 1807 à 1811 et est fait chevalier d'Empire en 1810.

## Sources
- « Gilles de Grandsaigne », dans Adolphe Robert et Gaston Cougny, Dictionnaire des parlementaires français, Edgar Bourloton, 1889-1891 [détail de l’édition]